# Одерады (Луцкая городская община)
Одера́ды (укр. Одеради) — село в Луцкой городской общине Луцкого района Волынской области Украины.
Код КОАТУУ — 0722884301. Население по переписи 2001 года составляет 339 человек. Почтовый индекс — 45642. Телефонный код — 332. Занимает площадь 0,231 км².